# Paulo Sérgio Oliveira da Silva
Paulo Sérgio Oliveira da Silva, mais conhecido como Serginho (Vitória, 19 de outubro de 1974 — São Paulo, 27 de outubro de 2004), foi um futebolista brasileiro que atuou como zagueiro.

## Carreira
Serginho começou sua carreira no município de Coronel Fabriciano, em Minas Gerais, jogando pelo Social. Foi emprestado ao Nacional Futebol Clube, de Uberaba-MG, onde jogando como lateral-esquerdo se destacou e foi contratado pelo São Caetano.
Disputou a Copa Libertadores da América de 2002 pelo São Caetano, onde foi vice-campeão da competição ao ser derrotado na final pelo Olimpia, do Paraguai, nos pênaltis.

## Morte
Serginho estava jogando em uma partida pelo Campeonato Brasileiro contra o São Paulo, no Morumbi, no dia 27 de outubro de 2004, quando sofreu um mal súbito em decorrência de cardiomiopatia hipertrófica aos 14 minutos do segundo tempo da partida. Depois que ele caiu no gramado, o jogador Grafite não percebeu e tropeçou em Serginho. A partida foi dada como encerrada. Ele morreu no hospital uma hora mais tarde (oito dias após completar trinta anos). O corpo de Serginho foi velado e sepultado no Cemitério do Vale da Saudade, em Coronel Fabriciano, cidade onde cresceu em Minas Gerais. O São Caetano foi punido em 24 pontos, o equivalente a oito vitórias no campeonato, porém o time não foi rebaixado, apesar da perda de pontos. A perda de pontos foi devida ao fato de os dirigentes do seu time terem-no deixado jogar mesmo sabendo de seus problemas cardíacos. O médico e o presidente do São Caetano, além da família de Serginho, afirmam que as avaliações permitiam que o atleta continuasse jogando.

## Títulos
Social
- Campeonato Mineiro - Segunda Divisão: 1995
- Campeonato Mineiro - Módulo II da Primeira Divisão: 1996

São Caetano
- Campeonato Paulista - Série A2: 2000
- Campeonato Paulista: 2004